# Anna Haag (sporter)

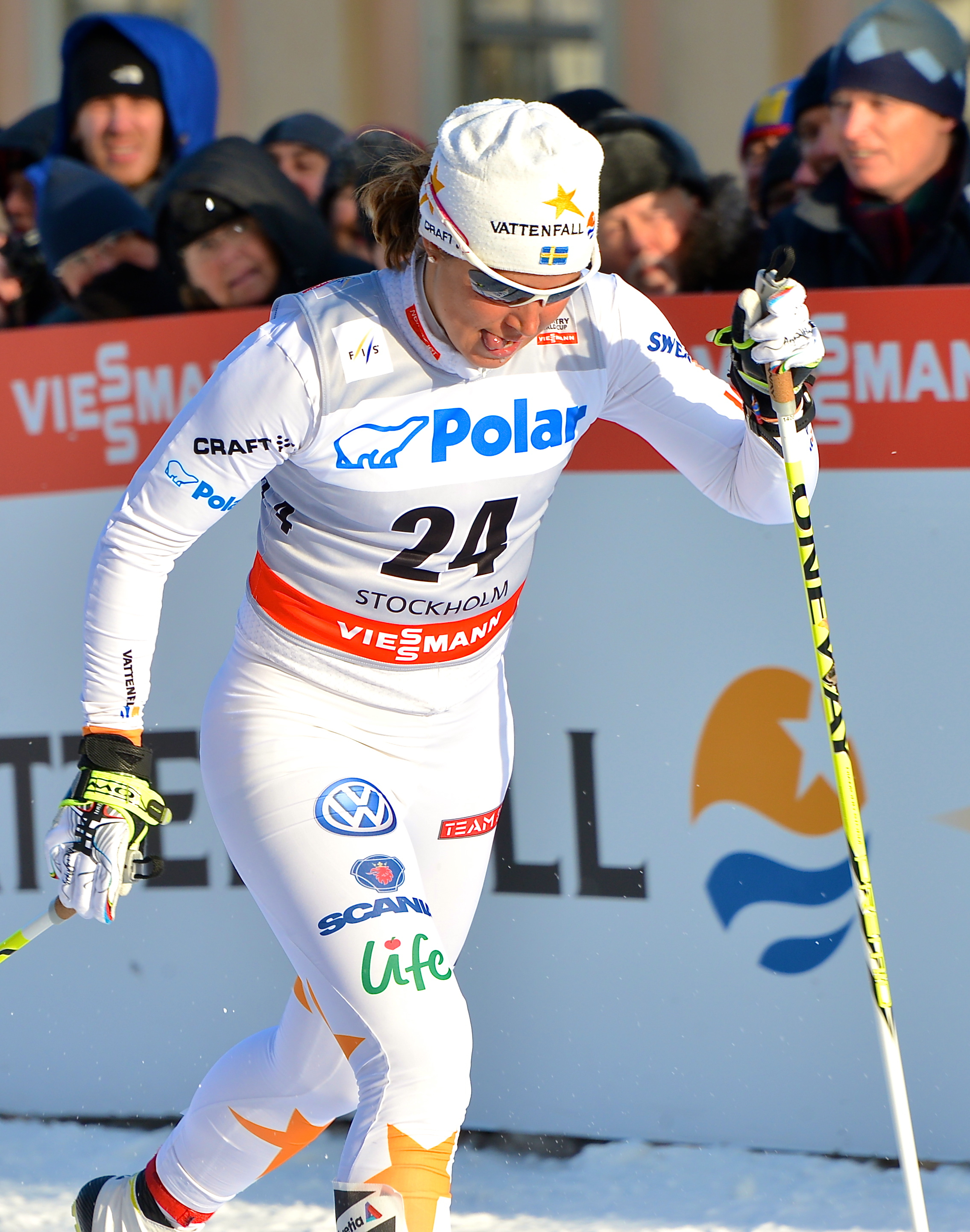
Haag in actie tijdens de wereldbekerwedstrijd in Stockholm (2013).

Anna Margret Jönsson Haag (geboren als: Anna Margret Hansson) (Köping, 1 juni 1986) is een Zweedse langlaufster. Ze vertegenwoordigde haar vaderland op de Olympische Winterspelen 2010 in Vancouver, op de Olympische Winterspelen 2014 in Sotsji en op de Olympische Winterspelen 2018 in Pyeongchang.
In het begin van haar carrière startte ze onder de naam Anna Hansson, in mei 2008 nam ze de naam van haar moeder, Haag, aan.

## Carrière
Haag maakte in november 2006 in Gällivare haar wereldbekerdebuut, een jaar later pakte ze in het Noorse Beitostølen haar eerste wereldbekerpunten. In december 2007 eindigde ze in Davos voor de eerste maal in de toptien. Tijdens de Tour de Ski 2007/2008 eindigde de Zweedse op de dertiende plaats, in de Tour de Ski 2008/2009 bereikte ze de zevende plaats. Op de wereldkampioenschappen langlaufen 2009 in Liberec eindigde Haag als 26e op de 30 kilometer vrije stijl, samen met Lina Andersson, Britta Norgren en Charlotte Kalla sleepte ze de bronzen medaille in de wacht op de estafette. Tijdens de eerste wereldbekerwedstrijd van het seizoen 2009/2010 in Beitostølen stond de Zweedse voor de eerste maal in haar carrière op het podium van een wereldbekerwedstrijd. Tijdens de Olympische Winterspelen van 2010 in Vancouver veroverde Haag de zilveren medaille op de 15 kilometer achtervolging, op de 10 kilometer vrije stijl eindigde ze op de vierde plaats. Op het onderdeel teamsprint legde ze samen met Charlotte Kalla beslag op de zilveren medaille.
Op 3 januari 2011 boekte Haag in Oberstdorf haar eerste wereldbekerzege. In Oslo nam ze deel aan de wereldkampioenschappen langlaufen 2011. Op dit toernooi eindigde ze als tiende op zowel de 15 kilometer achtervolging als de 30 kilometer vrije stijl en als veertiende op de 10 kilometer klassieke stijl. Samen met Ida Ingemarsdotter, Britta Johansson Norgren en Charlotte Kalla behaalde ze de zilveren medaille op de estafette. Op de wereldkampioenschappen langlaufen 2013 in Val di Fiemme eindigde de Zweedse als zesde op de 30 kilometer klassieke stijl, als vijftiende op de 15 kilometer skiatlon en als zeventiende op de 10 kilometer vrije stijl. Op de estafette legde ze samen met Ida Ingemarsdotter, Emma Wikén en Charlotte Kalla beslag op de zilveren medaille. Tijdens de Olympische Winterspelen van 2014 in Sotsji eindigde Haag als elfde op de 30 kilometer vrije stijl en als twintigste op de 10 kilometer klassieke stijl. Samen met Ida Ingemarsdotter, Emma Wikén en Charlotte Kalla werd ze olympisch kampioene op de estafette.
In Falun nam ze deel aan de wereldkampioenschappen langlaufen 2015. Op dit toernooi eindigde ze als veertiende op de 30 kilometer klassieke stijl. Op de wereldkampioenschappen langlaufen 2017 in Lahti eindigde de Zweedse als vijfde op de 10 kilometer klassieke stijl, als negende op de 30 kilometer vrije stijl en als achttiende op de 15 kilometer skiatlon. Op de estafette sleepte ze samen met Charlotte Kalla, Ebba Andersson en Stina Nilsson de zilveren medaille in de wacht. Tijdens de Olympische Winterspelen van 2018 in Pyeongchang eindigde Haag als 29e op de 30 kilometer klassieke stijl en als 32e op de 15 kilometer skiatlon. Samen met Charlotte Kalla, Ebba Andersson en Stina Nilsson veroverde ze de zilveren medaille op de estafette.

## Resultaten

### Olympische Spelen
| Jaar | Plaats      | Resultaten                                                            |
| ---- | ----------- | --------------------------------------------------------------------- |
| 2010 | Vancouver   | 4e 10 km vrije stijl · 15 km achtervolging · Teamsprint (vrije stijl) |
| 2014 | Sotsji      | 20e 10 km klassieke stijl · 11e 30 km vrije stijl · 4×5 km estafette  |
| 2018 | Pyeongchang | 32e 15 km skiatlon · 29e 30 km klassieke stijl · 4×5 km estafette     |

### Wereldkampioenschappen
| Jaar | Plaats        | Resultaten                                                                                     |
| ---- | ------------- | ---------------------------------------------------------------------------------------------- |
| 2009 | Liberec       | 26e 30 km vrije stijl · 4x5 km estafette                                                       |
| 2011 | Oslo          | 14e 10 km klassieke stijl · 10e 15 km achtervolging · 10e 30 km vrije stijl · 4x5 km estafette |
| 2013 | Val di Fiemme | 17e 10 km vrije stijl · 15e 15 km skiatlon · 6e 30 km klassieke stijl · 4x5 km estafette       |
| 2015 | Falun         | 14e 30 km klassieke stijl                                                                      |
| 2017 | Lahti         | 5e 10 km klassieke stijl · 18e 15 km skiatlon · 9e 30 km vrije stijl · 4x5 km estafette        |

### Wereldbeker
Eindklasseringen
| Seizoen   | Algm | DI  | SP  | TdS |
| --------- | ---- | --- | --- | --- |
| 2007/2008 | 19e  | 17e | 50e | 13e |
| 2008/2009 | 19e  | 19e | 43e | 7e  |
| 2009/2010 | 14e  | 11e | 44e | –   |
| 2010/2011 | 11e  | 8e  | 38e | DNF |
| 2011/2012 | 23e  | 18e | 61e | DNF |
| 2012/2013 | 31e  | 25e | 67e | 18e |
| 2013/2014 | 67e  | 39e | –   | DNF |
| 2014/2015 | 40e  | 23e | 76e | DNF |
| 2015/2016 | 30e  | 27e | 55e | 21e |
| 2016/2017 | 26e  | 19e | –   | –   |
| 2017/2018 | 24e  | 20e | 52e | 12e |

Wereldbekerzeges
| Nr. | Datum          | Plaats     | Onderdeel                             |
| --- | -------------- | ---------- | ------------------------------------- |
| 1.  | 3 januari 2011 | Oberstdorf | 10 km vrije stijl (handicapstart) TdS |